# Villaralto
Villaralto település Spanyolországban, Córdoba tartományban. Villaralto Alcaracejos, Villanueva del Duque, Hinojosa del Duque, El Viso és Dos Torres községekkel határos. Lakosainak száma 1075 fő (2024).

## Népesség
A település népessége az elmúlt években az alábbi módon változott:
| Lakosok száma | 1510 | 1425 | 1350 | 1332 | 1303 | 1264 | 1196 | 1131 | 1102 | 1075 |
|               | 2001 | 2004 | 2006 | 2009 | 2011 | 2014 | 2016 | 2019 | 2021 | 2024 |